# الطمع (فلم)
الطمع هو فيلم صامت أمريكي لعام 1924 ، من تأليف وإخراج إريك فون ستروهايم، استنادا إلى رواية فرانك نوريس 1899 McTeague  ماكتيج . من النجوم جيبسون جاولند في دور الدكتور جون ماك تيج، زاسو بيتس كزوجته ترينا سيبي و جان هرشولت في دور صديق ماكتيجو والعدو في نهاية المطاف ماركوس شويلير. ويحكي الفيلم قصة ماك تيجو، وهو طبيب أسنان سان في فرانسيسكو، الذي يتزوج صديقه أفضل صديق له ماركوس شويلير ترينا. بعد فترة وجيزة من ارتباطهما، ترينا تفوز بجائزة اليانصيب من 5000 دولارا، في ذلك الوقت ذلك مبلغ كبير. شويلير بدافع الغيرة يقوم بإبلاغ السلطات أن ماكتيج كان يمارس مهنة طب الأسنان بدون ترخيص، وماكتيج وترينا يصبحا فقراء. وكانا يعيشان في ظروف مزرية، ماكتيج يصبح مدمنا للكحول وممتلأ عنفا وترينا تصبح مفعمة بالهواجس بشراهة نظير مكاسبها رافضة أن تنفق أي منهم، على الرغم من كم الفقر الذي تحياه هي وزوجها في نهاية المطاف يقتل ماكتيج ترينا للحصول على المال ويهرب إلى وادي الموت.شويلير قد أطبق عليه معه هناك للمواجهة النهائية.
ستروهايم التقط أكثر من 85 ساعة من المناظر وكان يساوره هاجس على الدقة أثناء التصوير. وقد أمضى شهرين يلتقط المناظر في وادي الموت لتسلسل الفيلم النهائي وأصيب العديد من الممثلين والطاقم بالمرض.  الطمع  كان واحدا من عدد قليل من الأفلام في ذلك الوقت وقته للتصوير كليا على الموقع.قد استخدم ستروهايم تقنيات تصوير متطورة مثل الفوكس العميق و علم التصوير السينمائي المونتاج والتحرير.
واعتبر  الطمع  كونه مأساة يونانية ، حيث البيئة والوراثة التي تسيطر عليها مصائر الشخصيات ونزلت بهم إلى مرتبة إنسان وحشى بدائي (البهائم البشرية).خلال إنتاج  الطمع ، اندمجت شركة الإنتاج في مترو غولدوين ماير، وضع إيرفينج ثالبرج المسؤول عن الإنتاج. أطلق ثالبرج ستروهايم قبل بضع سنوات في يونيفرسال ستوديوز.
أصلا ما يقرب من طول ثماني ساعات،  الطمع  تم إخراجه ضد رغبة ستروهايم في ساعتين ونصف تقريبا. شهد اثني عشر شخصا فقط النسخة الكاملة بطول 42 بكرة، الآن الأفلام المفقودة. بعضهم يطلق عليه أعظم فيلم من أي وقت مضى. ستروهايم دعا في وقت لاحق فيلم  الطمع  بعمله الذي يدرك تماما أنه قد أضير وأصيب مهنيا وشخصيا من قبل الاستوديو الذي أعاد تحريره وتقطيعه .
وقد دعى الإصدار غير المقصوص من الفيلم«الكأس المقدسة»بالنسبة للقائمين على الأرشفة والمحفوظات وسط ادعاءات كاذبة ومتكررة حول اكتشاف لقطات مفقودة وفي عام 1999 تيرنر للترفيه أخرجت إصدار أربع ساعات من  الطمع  التي كانت اللقطات الموجودة من مشاهد مقطعة لإعادة بناء الفيلم.
 الطمع  كان فاشلا نقديا وماليا على إصداره الأول لكن في 1950 بدأ ينظر اليه على أنه كان واحدا من أعظم الأفلام من أي وقت مضى. وأشاد المخرجين والعلماء به وذلك لتأثيره على أفلام لاحقة.

## ملخص الحبكة
جون ماك تيج هو عامل منجم يعمل في مقاطعة بلاسر (كاليفورنيا). طبيب أسنان متجول يطلق على نفسه اسم الدكتور «ألم» بوتر يزور المدينة، ووالدة ماكتيج تتوسل إلى بوتر إلى اتخاذ ابنها كمتدرب. بوتر يوافق وماكتيج يصبح في النهاية طبيب أسنان، يمارس مهنته في شارع بولك في سان فرانسيسكو.
ماركوس شويلار يجلب ترينا سيبي ابنة عمه وخطيبته المقصودة، إلى مكتب ماكتيجو للفحص بعيادة الأسنان. شويلار وماكتيجو من الأصدقاء، وماكتيجو يوافق بكل سرور على فحص أسنانها. وذلك في انتظار، ترينا تشتري تذكرة اليانصيب. ماكتيجو يصبح مفتتنا بترينا ويطرح شويلار للحصول على إذن المحكمة بعد رؤية قناعة ماكتيجو، ويوافق شويلار. توافق ترينا في نهاية المطاف على الزواج بماكتيجو وبعد ذلك بوقت قصير تذكرة اليانصيب الخاصة بها تفوز ب 5000 دولار.  شويلار يدعي بمرارة أن المال كان ينبغي أن يكون له، مما تسبب في خلاف بين ماكتيجو وشويلار. بعد زواج ماكتيجو وترينا، أنه لا يزال يعيش في شقة صغيرة مع ترينا وقد رفضت إنفاق أي بني من مبلغ 5000 دولار.

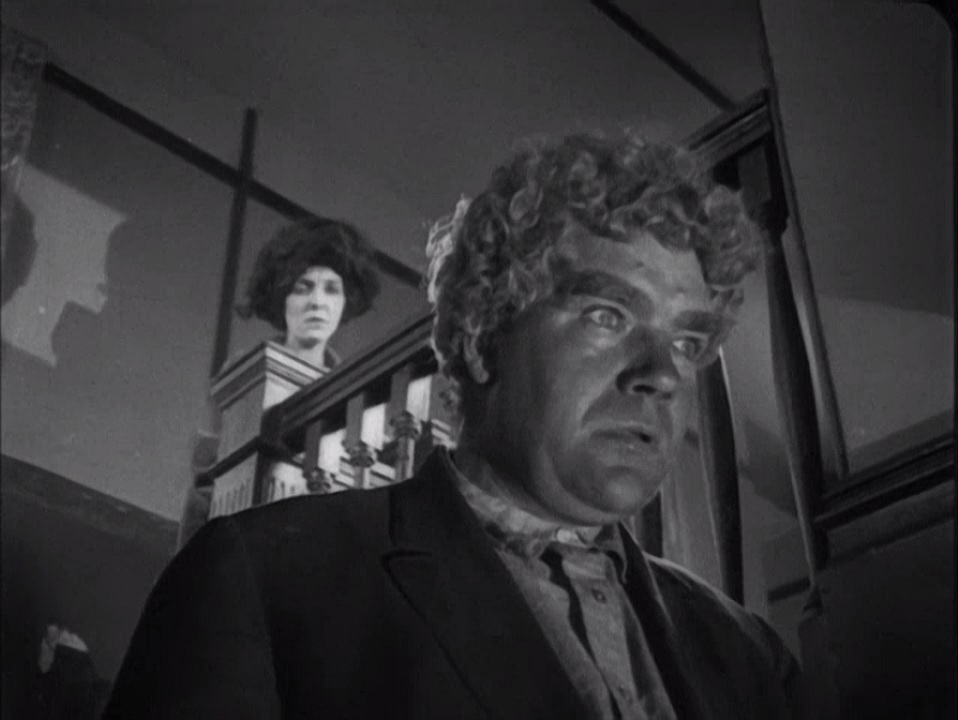
علاقة ترينا وماكتيجو التي انتقلت من الرومانسية إلى مأساة.

شويلار يترك المدينة ليصبح راعيا في مزرعة ماشية، وقبل أن يذهب هو كان قد أدلى بتقريرا سريا أن ماكتيجو يمارس مهنة طب الأسنان بدون ترخيص من أجل أن يجلب الخراب على صديقه السابق. تلقى ماكتيجو أمرا لاغلاق عيادته أو مواجهة السجن. وعلى الرغم من أنها قد وفرت أكثر من 200 دولار بالإضافة إلى المبلغ الأصلى 5000 دولار من تذكرة اليانصيب، ترينا كانت غير مستعدة لإنفاق المال الذي بحوذتها، وهكذا يصبح المال نادرا على نحو متزايد، وقد اضطر الزوجان لبيع ممتلكاتهم.وبدأ ماكتيجو يستقر أخيرا ويعض أصابع ترينا في نوبة من الغضب. في وقت لاحق تركها تذهب إلى الصيد لكسب المال، مع تحقيق بعض الوفر ترينا بلغ مجموع المال الآن ( 450 دولار).
تصبح أصابع ترينا التي تعرضت للعض مصابة وأصابها التهابا ويجب أن تبتر.ومن أجل كسب المال وجدت عملا كحارس على باب في مدرسة للأطفال. وقالت إنها سحبت 5000 دولارا من البنك للحفاظ على المال قريبا منها، ونشرته في نهاية المطاف على سريرها حتى تستطيع أن تنام فوقه. ماكتيجو ثم يعود، بعد أن أنفق المال ويسأل ترينا المزيد . ماكتيجو اليوم التالي يواجه ترينا في المدرسة. بعد مشادة حامية يضرب ماكتيجو ترينا حتى الموت ويسرق مالها 5000 دولارا.
الآن كرجل خارج على القانون، ماكتيجو يعود إلى مقاطعة بلاسر (كاليفورنيا) وقد إلتحق مع منقب اسمه كريبينز. وتوجها نحو وادي الموت، وعثروا كمية كبيرة من الكوارتز وخططوا ليصبحوا مليونيرات. وقبل أن يتمكنوا من البدء في التعدين، ماكتيجو يستشعر الخطر ويفر إلى وادي الموت مع حصان واحد، ما تبقى من الأموال وإبريق ماء واحد، العديد من الجنود قاموا بمطاردته وانضم إليها شويلار. شويلار يريد أن يمسك بماكتيجو شخصيا، وإمتطى جوادا إلى وادي الموت وحده.
الحرارة الشديدة تبطئ تقدم ماكتيجو. وتقدم شويلار بدأ أيضا في طريقه إلى الزوال عندئذ جواسيس ماكتيجو بدأو في التحرك لإلقاء القبض عليه. وبعد مواجهة تعثر جواد ماكتيجو وشويلار يطلق النار عليه، وثقب حاوية المياه. إنسكب الماء على الأرض الصحراوية. وتقاتل الرجلان للمرة الأخيرة، لكن ماكتيجو ثبت أنه المنتصر. ومع ذلك، كبل شويلار يديه إلى ماكتيجو. وينتهي الفيلم مع ماكتيجو الذي ترك في الصحراء مع عدم وجود الحصان، لا ماء، ومكبل اليدين إلى جثة وغير قادر على الوصول إلى الأموال المتبقية.

### الحبكات الجانبية
السرد الأصلى لفون ستروهايم يحوى اثنين من أهم الحبكات الفرعية التي قطعت في وقت لاحق. وكانت وجهة هذه الحبكات الفرعية على النقيض اثنين من النتائج المحتملة لترينا وماكتيجو في حياتهم معا. وصفت لأول مرة في حياة زركو جانكمان وماريا ميراندا ماكابا، وهي امرأة شابة مكسيكية التي كانت تجمع القمامة لزركو وباعت لترينا تذكرة اليانصيب. ماريا غالبا ما تحدثت عن طاقم طعام وهمي من الذهب الخالص المرصع في بيتها مع زركو، الذي يصبح مهووسا بها، في نهاية المطاف، وقد اعتبر أن لديها ثروات مخبأة بعيدا، زركو يتزوجها. وكان كثيرا ما يسألها عن تلك الثروات، ولكن قيل انها تعطي إجابة مختلفة في كل مرة يذكر ذلك.
زركو لا يصدقها وأصبح لديه هاجس لإستجلاء الحقيقة من ماريا. وقيل انه قتلها وبعد أن فقد عقله، قفز إلى خليج سان فرانسيسكو.
والحبكة الفرعية الثانية تصور حياة تشارلز غرانيس وميس اناستازيا بيكر. غرانيس وبيكر هما من كبار السن الذين يتقاسمون الغرف المجاورة في المجمع السكني الذي يعيش فيه ترينا وماكتيجو. طوال فترة وجودهم في المجمع السكني، إلا أنهما لم يتحققا كلاهما الجلوس بالقرب الجدار المجاور والاستماع إلى الآخر، ولأنهم يعرفون كل شيء تقريبا عن بعضهم البعض. هم في النهاية إجتمعوا ولا يمكن أن يخفوا مشاعر الحب منذ فترة طويلة لبعضهم البعض. عندما يكشفوا عن حبهم، غرانيس يعترف أنه يمتلك 5000 دولار، مما يجعل منه غنيا مثل ترينا. ولكن هذا يجعل فارق كبير لهم. في نهاية المطاف، يتزوجان وبابا يربط غرفهم.

## طاقم الممثلون
- جيبسون جولدن في دور الدكتور جون ماك تيج، وهو طبيب أسنان
- زاسو بيتس في دور ترينا سيبي، زوجة ماكتيجو
- جان هيرشولت في دور ماركوس شويلير، صديق ماكتيجو

الافتتاحية
جاك كورتيس في دور الأب ماكتيجو
- تمب بيجوت في دور أم ماكتيجو
- فلورنسا جيبسون في دور حاج
- إريك فون ريتزاو في دور الدكتور «ألم» بوتر، وهو طبيب أسنان متجول

أسرة سيبي
- تشيستر كونكلين as Hans 'Popper' Sieppe, Trina's father
- Silvia Ashton as 'Mommer' Sieppe, Trina's mother
- Austen Jewell as August Sieppe, Trina's younger brother
- Oscar Gottell as Max Sieppe, Trina's younger brother
- Otto Gottell as Moritz Sieppe, Trina's younger brother
- Joan Standing as Selina, Trina's cousin
- Max Tyron as Uncle Rudolph Oelbermann, Trina's uncle

Subplots
- دالي فولر as Maria Miranda Macapa, Zerkow's wife
- تشيزاري جرافينا as Zerkow, a junkman
- Frank Hayes as Charles W. Grannis, proprietor of the Modern Dog Hospital
- Fanny Midgley as Miss Anastasia Baker, Grannis' neighbor and later wife

Friends and Neighbors at Polk Street
- هاغي ماك as Mr. Heise, the harness maker
- E. 'Tiny' Jones as Mrs. Heise
- J. Aldrich Libbey as Mr. Ryer
- Reta Revela as Mrs. Ryer
- S.S. Simon as Joe Frenna
- Hugh J. McCauley as the photographer
- William Mollenhauer as the palmist

Others
- William Barlow as the Minister
- Lon Poff as the man from the lottery company
- James F. Fulton as Cribbens, a prospector
- James Gibson as a Deputy
- جاك مكدونالد (ممثل) as the Sheriff of Placer County
- Erich von Stroheim as the balloon vendor[3]

## روابط خارجية
- مقالات تستعمل روابط فنية بلا صلة مع ويكي بيانات